# فوينتي-توخار (قرطبة)
بلدية فوينتي-توخار (بالإسبانية: Fuente-Tójar)‏، هي إحدى بلديات مقاطعة قرطبة إحدى مقاطعات إسبانيا، و التي تقع في منطقة الأندلس جنوب إسبانيا.
يبلغ عدد سكانها 799 نسمة وفقاً لإحصائية سنة (2007).